# Најџел Менсел
Најџел Ернест Џејмс Менсел (енгл. Nigel Ernest James Mansell; Аптон на Северну, 8. август 1953) је британски возач и светски шампион Формуле 1 за 1992.
годину.

## Биографија
Најџел је рођен 8. августа 1953. године у месту Аптон на Северну, у Вустерширу, Енглеска.

## Каријера
Менсел је каријеру почео релативно споро.
После трка у картингу, године 1976. Менсел је почео да вози Формулу Форд.
Две године након тога прешао је у Формулу 3 и имао је блистав почетак сезоне.
У својој првој трци освојио је пол позицију, а трку је завршио на другом месту.

### Лотус
Године 1980. Менсел је ушао у свет Формуле 1.
Пет сезона (до 1984. године) возио је за тим Лотус.
Тих сезона Менсел је успео да се неколико пута стигне до подијума, али његови прави успеси ће доћи тек у другим тимовима.

### Вилијамс, '85.-'88.
Менсел је од 1985. године возио за Вилијамс.
У својој 72. трци у каријери, на Великој награди Европе у Брендс Хечу, Енглеска, Менсел је освојио своју прву Велику награду у каријери.
Ту сезону је завршио као 6. у генералном пласману.
Следеће две сезоне су биле сјајне за енглеског возача, али оба пута му је титула побегла за једно место: 1986. од њега је био бољи Ален Прост, а следеће сезоне Нелсон Пике.
1988. годину је обележило велико експериментисање његовог тима са болидима.
Као резултат тога Менсел је свега два пута завршио на подијуму те сезоне.

### Ферари
Непосредно пред своју смрт Енцо Ферари је изабрао Најџела Менсела да од сезоне 1989. вози за тим Ферарија.
Посебно је била занимљива трка за ВН Португала када је Менсел прво промашио свој тим у пит стопу и вожњом у рикверц зарадио дисквалификацију.
Међутим он је игнорисао црну заставу и на крају се сударио са Аиртоном Сеном.
Те две сезоне Менсел је завршио на 4., односно 5. месту у генералном пласману.

### Вилијамс, '91.-'92.
Менсел се 1991. године вратио да вози за Вилијамс.
После неколико неуспеха на почетку сезоне, Менсел је наставио са добрим вожњама.
Ипак 5 првих и 4 друга места нису била довољна.
Завршио је сезону као другопласирани (по трећи пут), иза Аиртона Сене.
Менсел је доминирао сезоном 1992.
Од 16 трка завршио је 12 и то 9 на првом и 3 на другом месту.
То му је донело шампионску титулу.

### крај каријере
Иако је био светски шампион, Менсел није наставио каријеру у Вилијамсу, већ је прешао да вози у КАРТ Индикар серији.
1993. године освојио је титулу и у том шампионату и тако постао први возач који је успео да у истом тренутку има обе титуле.
1994. година није била тако успешна и Менсел се пред крај сезоне вратио у Формулу 1.
Након преране смрти Аиртона Сене, Менсел је задње три трке у сезони 1994. поново возио за Вилијамс.
1995. године Менсел је возио за Макларен, али после две трке без успеха, Менсел је одлучио да оконча своју каријеру у формули 1.

## Преглед каријере
| Сезона | Тим      | 1. | 2.,3. | пласман |
| ------ | -------- | -- | ----- | ------- |
| 1980.  | Лотус    | 0  | 0     | -       |
| 1981.  | Лотус    | 0  | 1     | 14.     |
| 1982.  | Лотус    | 0  | 1     | 14.     |
| 1983.  | Лотус    | 0  | 1     | 12.     |
| 1984.  | Лотус    | 0  | 2     | 9.      |
| 1985.  | Вилијамс | 2  | 1     | 6.      |
| 1986.  | Вилијамс | 5  | 4     | 2.      |
| 1987.  | Вилијамс | 6  | 1     | 2.      |
| 1988.  | Вилијамс | 0  | 2     | 9.      |
| 1989.  | Ферари   | 2  | 4     | 4.      |
| 1990.  | Ферари   | 1  | 4     | 5.      |
| 1991.  | Вилијамс | 5  | 4     | 2.      |
| 1992.  | Вилијамс | 9  | 3     | 1.      |
| 1994.  | Вилијамс | 1  | 0     | 13.     |
| 1995.  | Макларен | 0  | 0     | -       |